# Mukariba
Mukariba är ett periodiskt vattendrag i Burundi.   Det ligger i provinsen Cankuzo, i den centrala delen av landet, 110 km öster om huvudstaden Bujumbura.
I omgivningarna runt Mukariba växer huvudsakligen savannskog. Runt Mukariba är det ganska tätbefolkat, med 111 invånare per kvadratkilometer.